# Lophochorista calliope
Lophochorista calliope är en fjärilsart som beskrevs av Druce 1892. Lophochorista calliope ingår i släktet Lophochorista och familjen mätare. Inga underarter finns listade i Catalogue of Life.